# Sydney Greenstreet
Sydney Greenstreet, né à Sandwich (comté de Kent, Angleterre) le 27 décembre 1879 et mort à Hollywood (Californie) le 18 janvier 1954, est un acteur britannique.

## Biographie

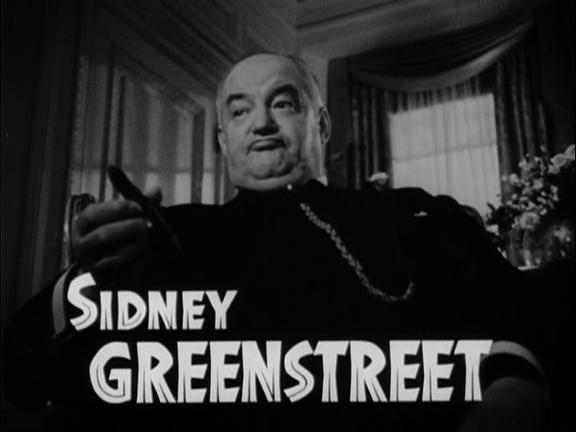
Sydney Greenstreet dans Le Faucon maltais (1941).

Il débute dans son pays natal en 1902, au théâtre, où il sera très actif. À l'occasion d'une tournée, il vient à New York en 1905 et joue dès lors tant en Angleterre qu'aux États-Unis.
Entre 1907 et 1940, il se produit à Broadway, notamment dans des pièces de William Shakespeare (Le Marchand de Venise en 1907, Comme il vous plaira en 1914, Les Joyeuses Commères de Windsor en 1916), et également dans quelques comédies musicales. Sa dernière pièce à Broadway est There Shall Be No Night (en) (1940), aux côtés du jeune Montgomery Clift.
En 1941, il commence sa carrière au cinéma, pour la Warner Brothers. Son premier film, l'un de ses plus connus, est Le Faucon maltais avec Humphrey Bogart, qu'il retrouve dans Griffes jaunes (1942), Casablanca (1942), Passage pour Marseille (1944) et La mort n'était pas au rendez-vous (1945). Mais son partenaire le plus fréquent est Peter Lorre, avec lequel il tourne neuf films.
Des ennuis de santé récurrents (notamment un diabète, des suites duquel il décédera) mettent un terme à sa carrière au cinéma (qu'il a d'ailleurs commencée sur le tard, à 62 ans). Son dernier film est Malaya (1949), avec Spencer Tracy et James Stewart.
En 1950 et 1951, il participe encore à une série de pièces radiophoniques, The New Adventures of Nero Wolfe (en).

## Filmographie
- 1941 :

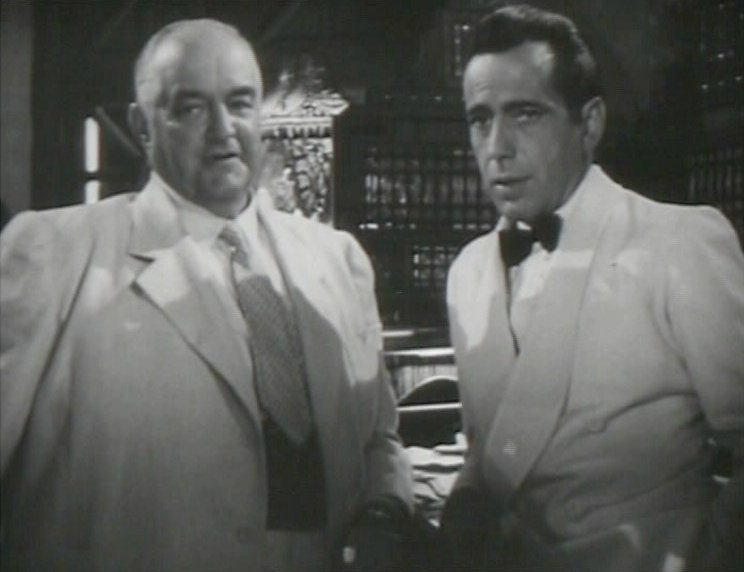
Sydney Greenstreet et Humphrey Bogart dans Casablanca (1942)

  - Le Faucon maltais (The Maltese Falcon) de John Huston
  - La Charge fantastique (They died with their Boots on) de Raoul Walsh
- 1942 :
  - L'amour n'est pas en jeu (In this our Life) de John Huston : caméo
  - Griffes jaunes (Across the Pacific) de John Huston
  - Casablanca de Michael Curtiz
- 1943 : Intrigues en Orient (Background to Danger) de Raoul Walsh
- 1944 :
  - Passage pour Marseille (Passage to Marseille) de Michael Curtiz
  - Entre deux mondes (en) (Between two Worlds) d'Edward A. Blatt
  - Le Masque de Dimitrios (The Mask of Dimitrios) de Jean Negulesco
  - Les Conspirateurs (The Conspirators) de Jean Negulesco
  - Hollywood Canteen de Delmer Daves : caméo
- 1945 :
  - Pillow to Post de Vincent Sherman
  - La mort n'était pas au rendez-vous (Conflict) de Curtis Bernhardt
  - Joyeux Noël dans le Connecticut (Christmas in Connecticut) de Peter Godfrey
- 1946 :
  - Trois étrangers (Three Strangers) de Jean Negulesco
  - La Vie passionnée des sœurs Brontë (Devotion) de Curtis Bernhardt
  - Le Verdict (The Verdict) de Don Siegel
- 1947 :
  - Gosse de riche (en) (That Way with Women) de Frederick de Cordova
  - Marchands d'illusions (The Hucksters) de Jack Conway
- 1948 :
  - L'Impitoyable (Ruthless) d'Edgar Georg Ulmer
  - The Woman in White de Peter Godfrey
  - Quand le rideau tombe (The Velvet Touch) de Jack Gage (en)
- 1949 :
  - Boulevard des passions (Flamingo Road) de Michael Curtiz
  - Les Travailleurs du chapeau (It's a Great Feeling) de David Butler : caméo, lui-même
  - Malaya de Richard Thorpe

## Théâtre (à Broadway)
(pièces, sauf mention contraire)
- 1907 : Le Marchand de Venise (The Merchant of Venice) de William Shakespeare, avec Sybil Thorndike, Milton Rosmer
- 1909 : The Goddess of Reason de Mary Johnston (en)
- 1911 : Speed de Lee Wilson Dodd (en), produite par Cecil B. DeMille, avec John M. Stahl
- 1912 : What ails you? de Rupert Hughes
- 1914 :
  - Comme il vous plaira (As you like it) de William Shakespeare, avec Pedro de Cordoba
  - L'Éventail de Lady Windermere (Lady Windermere's Fan) d'Oscar Wilde, avec Pedro de Cordoba
- 1915 : She's in again de Thomas J. Gray
- 1915-1916 : A World of Pleasure, comédie musicale, musique de Sigmund Romberg, livret d'Harold Atteridge (en)
- 1916 :
  - A King of Nowhere de J. et L. du Rocher MacPherson, mise en scène de Jessie Bonstelle (en) et Lou Tellegen, avec Charles Rogers et Lou Tellegen
  - Les Joyeuses Commères de Windsor (The Merry Wives of Windsor) de William Shakespeare
- 1917 :
  - Colonel Newcome (en) de Michael Morton, d'après William Makepeace Thackeray
  - Friend Martha d'Edward Peple (en)
- 1918 : The Rainbow Girl, comédie musicale, musique de Louis A. Hirsch (en), livret de Rennold Wolf, direction musicale de Max Steiner
- 1920-1921 : Lady Billy, comédie musicale, musique d'Harold A. Levey (en), livret de Zelda Sears
- 1923 : The Magic Ring, comédie musicale, musique d'Harold A. Levey, livret de Zelda Sears, avec Jeanette MacDonald
- 1926 : The Humble de Laurence Irving, d'après Crime et Châtiment de Fiodor Dostoïevski, avec Thomas Chalmers, Basil Sydney
- 1927 :
  - Junk d'Edwin B. Self, mise en scène par Charles Coburn
  - A Lady in Love de Dorrance Davis, avec Allyn Joslyn
- 1928 : The Madcap, comédie musicale, musique de Maurice Rubens, livret de Clifford Grey, avec Arthur Treacher
- 1930 :
  - Marco Millions d'Eugene O'Neill, mise en scène par Rouben Mamoulian, avec Vincent Sherman, Henry Travers, Albert Dekker
  - Volpone de Ben Jonson, adaptation de Stefan Zweig, avec Vincent Sherman, Albert Dekker
- 1931-1932 : Berlin de Valentine Williams et Alice Crawford, avec Charles Richman, Helen Vinson
- 1932 : The Good Earth de Donald et Owen Davis, d'après Pearl S. Buck, avec Claude Rains, Jessie Ralph, Henry Travers, Vincent Sherman (adaptée au cinéma en 1937)
- 1933-1934 : Roberta, comédie musicale, musique de Jerome Kern, livret d'Otto Harbach, avec Bob Hope, Fred MacMurray (adaptée au cinéma en 1935)
- 1935-1936 : La Mégère apprivoisée (The Taming of the Shrew) de William Shakespeare, avec Lowell Gilmore, Richard Whorf
- 1936 : La Ronde des pantins (Idiot's Delight) de Robert E. Sherwood, mise en scène de Bretaigne Windust, avec Edgar Barrier, Francis Compton, Lynn Fontanne, Alfred Lunt, Richard Whorf, Bretaigne Windust
- 1937-1938 : Amphitryon 38 de Jean Giraudoux, adaptation de S. N. Behrman
- 1938 : La Mouette (The Seagull) d'Anton Tchekhov, avec Lynn Fontanne, Uta Hagen, Alfred Lunt, O. Z. Whitehead, Richard Whorf
- 1940 :
  - La Mégère apprivoisée (The Taming of the Shrew) de William Shakespeare, avec Cameron Mitchell
  - There shall be no night (en) de Robert E. Sherwood, avec Montgomery Clift